# John Turtle Wood
John Turtle Wood (Londres, Reino Unido de Gran Bretaña e Irlanda,  13 de febrero de 1821 - Worthing, Reino Unido, 25 de marzo de 1890) fue un antropólogo, arquitecto, historiador del arte, arqueólogo e ingeniero inglés.

## Biografía
Wood nació en Hackney, Londres (Inglaterra). Hijo de John Wood de Shropshire y su esposa Elizabeth Wood. John fue educado en Rossall School , Fleetwood, y más tarde estudió arquitectura, bajo tutores privados, en Cambridge y Venecia. Practicó arquitectura en Londres desde 1853 hasta 1858. En 1853, se casó con su prima, Henrietta Elizabeth Wood.
En 1858, Wood recibió una comisión para diseñar estaciones de ferrocarril para el ferrocarril Esmirna  y Aidin en Turquía. Aquí se interesó por los restos del templo de Artemisa (Artemision) en Éfeso , que había desaparecido completamente de la vista unos 500 años antes. El Templo fue importante debido a su mención en el Nuevo Testamento , cuando San Pablo fue gritado por la multitud, cantando "Grande es Diana de los Efesios". (Hechos 19:34)
En 1863, renunció a su comisión y comenzó la búsqueda. El Museo Británico le otorgó un permiso y una pequeña asignación para los gastos a cambio de los derechos de propiedad en cualquier antigüedad que pudiera descubrir en Éfeso.
En febrero de 1866, mientras excavaba en el teatro de Éfeso, Wood encontró una inscripción griega que mencionaba varias estatuillas de oro y plata que, en ocasiones regulares, se llevaban desde el templo, a través de la puerta de Magnesia, hasta el teatro. Razonó que en la puerta de Magnesia se encontraría un camino pavimentado que conducía al templo. En 1867, encontró el camino y, siguiendo su camino, descubrió la pared del templo. Procedió a excavar el sitio y, el 31 de diciembre de 1869, descubrió el templo enterrado bajo 20 pies de arena.
Lamentablemente, el templo no era más que restos, pero Wood logró recuperar una cantidad de esculturas destrozadas y elementos arquitectónicos para enviarlos al Museo Británico . En 1874, su salud estaba tan devastada como los escombros del templo. Había sufrido fiebre, bandidos, terremotos y lesiones, y había soportado el calor del verano y los fríos inviernos. Regresó a Londres y pasó sus años restantes dando conferencias ocasionales a la Royal Institution y publicando Discoveries at Ephesus . En su tiempo libre pintó al óleo y ocasionalmente expuso en la Royal Academy.
Fue descubridor de Éfeso. En 1874, fue elegido miembro del Real Instituto de Arquitectos Británicos y, en 1875, miembro de la Sociedad de Anticuarios. El gobierno británico le otorgó una pensión de £ 200 por año en reconocimiento a sus descubrimientos.
Wood murió el 25 de marzo de 1890, en su casa.